# Jürgen Moltmann
Jürgen Moltmann (ur. 8 kwietnia 1926 w Hamburgu, zm. 3 czerwca 2024 w Tybindze) – niemiecki teolog protestancki. Profesor, a następnie emerytowany profesor teologii systematycznej na Wydziale Teologii Protestanckiej Uniwersytetu w Tybindze. Wielokrotnie uhonorowany doktoratami honoris causa.

## Życiorys
Moltmann wychował się w rodzinie, którą sam określał jako "świecką" (jego ojciec był wielkim mistrzem loży masońskiej). Mając siedemnaście lat został powołany do wojska i wcielony do armii niemieckiej. Został przydzielony do służby pomocniczej w siłach powietrznych. W 1945 roku w Belgii poddał się pierwszemu napotkanemu żołnierzowi brytyjskiemu i trafił do niewoli. Przebywał w obozach w Belgii i Wielkiej Brytanii (Szkocja). W tym czasie zbliżył się też do wiary. Początkiem tego było spotkanie z Biblią ofiarowaną mu przez amerykańskiego kapelana. Po powrocie do Niemiec podjął studia teologiczne w Getyndze. Tam poznał swoją przyszłą żonę Elisabeth Wendel. Po okresie posługi w parafii jako pastor, wykładał teologię w Wuppertal i Bonn (1963), a w latach 1967–1992 w Tybindze.
Wyróżniony został m.in.: Nagrodą Literacką d'Isola d'Elba (1971), Ernst-Bloch Preis (1994), Gravemayer Award (2000). Prowadził liczne, gościnne wykłady w USA i Europie. Napisał ponad 1000 książek i artykułów w kilkunastu językach.

## Myśl teologiczna
Podstawowy zarys teologii Moltmanna wyznaczają dzieła Teologia nadziei (Theologie der Hoffnung, 1964 r.), Bóg ukrzyżowany (Der gekreuzigte Gott, 1972 r.) i Kościół w mocy Ducha (Kirche in der Kraft des Geistes, 1975 r.). Pierwszy rozdział jego teologii to teologia nadziei, stanowiąca odpowiedź na tezy marksistowskiego filozofa Ernsta Blocha. Zwrócił on uwagę na fakt, że nie tylko tworzy teologię nadziei, ale pisze "z nadziei", czyli próbuje skoncentrować całą teologię wokół zagadnienia nadziei, a następnie spojrzeć na nią z tej nowej perspektywy. Moltmann zakłada, że jedynym problemem interesującym współczesnego człowieka jest przyszłość. Nadzieja jest cnotą, która pozwala nam uchwycić kontakt z przyszłością, jest wiec zasadą i kluczem do jedynego problemu realnie interesującego ludzi. Skoncentrować całą teologię wokół nadziei znaczy skoncentrować ją wokół eschatologii. Według Moltmanna eschatologia nie jest traktatem mówiącym tylko o rzeczach ostatecznych, zamykającym całość traktatów teologicznych. Cała teologia jest dla niego eschatologią, tak jak cała teologia jest dla niego teologią nadziei. Formuła św. Anzelma fides quaerens intellectum została zmieniona przez Moltmanna na: spes quaerens intellectum. Aby nie przekształcić się w utopię, nadzieja potrzebuje solidnego fundamentu. Hbr 11,1 wskazuje na wiarę, mówiąc: wiara jest poręką tych dóbr, których się spodziewamy. Dla Moltmanna wiara poprzedza nadzieję, ale jej nie przewyższa w godności. Pierwszeństwo przysługuje nadziei, bo ona i tylko ona określa całe postępowanie chrześcijanina. Tylko wiara może zagwarantować nadzieję o ile sama wiara ma realną i obiektywną treść. Moltmann bierze tu pod uwagę przede wszystkim kwestię zmartwychwstania Chrystusa. W tym punkcie odchodzi najdalej od pozycji bultmannowskiej. Orędzie paschalne przekazane przez apostołów nie ma sensu w znaczeniu mir ist gewiss, (dla mnie jest pewne): nie jest tylko subiektywnym przekonaniem, jak chce Rudolf Bultmann, ale ma sens w znaczeniu es ist gewiss, (to jest pewne). Nie jest to tylko osobiste przekonanie apostołów, ale fakt obiektywnie pewny. Jedyną rzeczą, która może dać solidną podstawę jest pewność faktu. Osią tematyczną teologii nadziei jest zmartwychwstanie Jezusa Chrystusa jako wydarzenie eschatologiczne. Nadzieja płynąca ze zmartwychwstania daje siłę, aby wierzyć, że w przyszłym świecie zapanuje sprawiedliwość.
Teologia nadziei znajduje swoje dopełnienie w teologii krzyża. W interpretacji śmierci Chrystusa na krzyżu Moltmann korzysta z "teologii krzyża" Marcina Lutra. Krzyż Syna Bożego wywołuje u Boga Ojca głębokie cierpienie. Według Moltmanna Bóg niezdolny do cierpienia jest uboższy od człowieka, bo nie jest zdolny do zaangażowania się. Jeżeli nie może cierpieć, nie potrafi też kochać. Dopiero Bóg ukrzyżowany i cierpiący pozwala nam spróbować odpowiedzieć na pytanie o sens zła i cierpienia na świecie. Bóg cierpi razem z cierpiącymi, aby cierpienie pokonać. Teza o cierpieniu Boga spotkała się z żywą reakcją teologów, bo kłóciła się z tradycyjną nauką o niecierpiętliwości Boga.
Kontynuacją dwóch poprzednich dzieł jest wizja Kościoła i sakramentów z perspektywy Ducha Świętego zawarta w książce Kościół w mocy Ducha. Zmartwychwstanie Chrystusa otworzyło drogę dla misji Kościoła, który oczekuje jej spełnienia. Idea ta ma orientację ekumeniczną.
W latach siedemdziesiątych XX w. Moltmann brał udział w dyskusjach i dialogu ekumenicznym. Od 1963 roku pracował w Komisji "Wiara i Ustrój" Światowej Rady Kościołów. Uczestniczył w dialogu chrześcijańsko-żydowskim i chrześcijańsko-marksistowskim. Wraz z katolickim teologiem Johannem B. Metzem jest twórcą "teologii politycznej". Zajmował się też zagadnieniami chrystologicznymi, pragnąc stworzyć chrystologię przemawiającą zrozumiałym językiem dla współczesnego człowieka.

## Najważniejsze dzieła
- Theologie der Hoffnung (Teologia nadziei), 1964 r.
- Der gekreuzigte Gott (Bóg ukrzyżowany), 1972 r.
- Kirche in der Kraft des Geistes (Kościół w mocy Ducha), 1975 r.
- Trinität und Reich Gottes (Trójca i królestwo Boże), 1980 r.
- Gott in der Schöpfung (Bóg w stworzeniu), 1985 r. (tłum. pol. Bóg w stworzeniu. Ekologiczna teologia stworzenia, Kraków 1995)
- Der Geist des Lebens (Duch życia), 1991 r.
- Der Weg Jesu Christi (Droga Jezusa Chrystusa), 1989 r.
- Das Kommen Gottes (Przyjście Boga), 1995 r.
- Erfahrungen theologischen Denkens (Doświadczenie teologiczne), 2000 r.